# 고마그네슘혈증
고마그네슘혈증(高-血症, Hypermagnesemia)은 혈중 마그네슘 농도가 높은 전해질 이상이다. 1.1 mmol/L 이상일 경우에 진단된다. 증상에는 약화, 혼란, 저호흡, 심정지를 포함한다.

## 증상
- 약화, 메스꺼움, 구토
- 호흡곤란
- 호흡 감소
- 저혈압
- 저칼륨혈증
- 부정맥, 무수축
- 신장반사의 감소 또는 부재
- 느린맥
- 어지러움
- 졸림

비정상 심박 및 무수축은 심장과 관련된 고마그네슘혈증의 잠재적인 합병증이다. 마그네슘은 생리학적 칼슘 차단제의 역할을 하여 심장의 전기 전도 이상을 유발한다.

## 병인
마그네슘 상태는 위장관, 뼈 , 콩팥에 따라 다르다. 그러므로 고마그네슘혈증은 종종 이 세 장기의 문제에 기인하며 대부분이 위장관과 콩팥 때문에 발생한다.

### 소인적 조건
- 용혈 반응
- 신장 부전증(Kidney insufficiency)
- 기타 중등도 고마그네슘혈증에 대한 소인적 조건으로는 당뇨병케톤산증, 부신기능부전, 갑상선기능저하증, 부갑상선 기능 항진증, 리튬 음주가 있다.

### 신진대사
마그네슘 항상성과 신진대사에 대한 자세한 설명은 저마그네슘혈증을 참고할 것.

## 치료
고마그네슘혈증의 예방은 일반적으로 가능하다. 중등도의 경우 마그네슘 공급을 철회하는 것으로 충분하다. 더 심각한 정도의 경우 다음의 치료법이 사용된다:
- 수액 글루콘산 칼슘 - 신경근접합부 및 심장 기능에 대한 마그네슘의 조치가 칼슘에 의해 적대시되기 때문.

고마그네슘혈증의 확고적인 치료법은 다음을 통해 신장 마그네슘 배출의 증가를 필요로 한다:
- 수액 이뇨제 - 신장 기능이 정상일 때
- 인공투석 - 신장 기능에 이상이 있고 환자가 고마그네슘혈증에 대한 증상을 보일 때

## 같이 보기
- 저마그네슘혈증